# Odnoklassniki
Odnoklassniki (în rusă Одноклассники, traducere: Colegi) este un site cu servicii de socializare prin internet pentru colegi și vechi prieteni, foarte popular în Rusia și în fostele țări sovietice. A fost creat de Albert Popkov în martie 2006.
Site-ul este una dintre resursele cele mai populare pe Internet de vorbitorii de limbă rusă, conform unor rapoarte, unul dintre liderii lunari care are o audiență de utilizatori de Internet pentru utilizatorii de la 14-55 ani (din iulie 2009), printre site-uri care nu sunt legate de motoarele de căutare, și între toate resursele rusești. Conform statisticilor de site-ul propriu, în iulie 2011, s-a înregistrat mai mult de 100 de milioane de utilizatori, numărul de vizitatori - 27 milioane de vizitatori pe zi. În clasarea accesărilor Alexa Internet ocupă poziția 49.
Site-ul a câștigat Premiul Runet în 2006 și în 2007.
Pe această rețea utilizatorii pot oferi cadouri în schimbul OK-urilor care pot fi procurate prin intermediul cardului, telefonului mobil sau plăților electronice, poți crea grupuri, adăuga poze personale, crea evenimente sau notițe.